# Zofia Grabowska (tancerka)
Zofia Grabowska po zamążpójściu: Statkiewiczowa (ur. 4 maja 1900 w Warszawie, zm. 4 maja 1970 w Poznaniu) – polska tancerka.

## Życiorys
Urodziła się w rodzinie Henryka, działacza lewicowego, drukarza, i Dominiki z Emilewiczów. Od 1907 uczyła się tańca w warszawskiej szkole baletowej przy Teatrze Wielkim i w 1917 weszła w skład jego zespołu. W 1914 tańczyła w balecie Potężny sojusz (Teatr Nowości). Grała w różnych krajach Europy w Baletach rosyjskich prowadzonych przez Siergieja Diagilewa. Udzielała się też w kabarecie Czarny Kot. Pobierała nauki u Enrico Cecchettiego (Londyn). Wraz z włoskim zespołem Waltera Mocchiego odbyła tournée po Ameryce Południowej. W 1924 wróciła do Warszawy (m.in. wraz z przyszłym (od 1926) mężem Maksymilianem Statkiewiczem). Jesienią tego samego roku przeprowadziła się do Poznania, gdzie na stałe występowała w Operze Poznańskiej (występy zainaugurowała 28 listopada 1924 w Legendzie Bałtyku). Pierwszy duży sukces odniosła 10 marca 1925 w Tańcach połowieckich Aleksandra Borodina (jako dziewczyna). W 1929 urodziła córkę, Jolantę. Do 1939 była primadonną w poznańskiej Operze, przy czym w latach 1930–1932 przebywała we Lwowie i tańczyła w tamtejszej Operze.
Po wybuchu II wojny światowej Niemcy wysiedlili ją wraz z mężem z Poznania. Podczas okupacji niemieckiej pracowała jako kelnerka w Warszawie, została wywieziona na roboty przymusowe do Rzeszy (Schwenningen w Wirtembergii).
W 1945 pracowała w założonym przez męża w Schwenningen polskim gimnazjum i liceum. W 1948 wróciła do Poznania, ale stan zdrowia nie pozwolił jej już na powrót do czynnej pracy zawodowej.
Zmarła w Poznaniu, pochowana 7 maja 1970, spoczywa obok męża na cmentarzu Junikowo (pole 9 kwatera 5-F-19).

## Osiągnięcia
W swojej karierze zawodowej tańczyła solowe partie w czternastu baletach z układami choreograficznymi męża, a także w licznych innych partiach tanecznych. Jej najbardziej uznanymi kreacjami były:
- Zobeida w Szeherezadzie, 1928 (Nikołaj Rimski-Korsakow),
- Najpiękniejsza w Panu Twardowskim, 1929 (Ludomir Różycki),
- Narzeczona w Harnasiach, 1938 (Karol Szymanowski),
- rola tytułowa w Ognistym ptaku, 1938 (Igor Strawinski)[1].

Ponadto tańczyła m.in. w Hrabinie (1929), Samsonie i Dalili (1930), Aidzie (1934), Fauście (1935), Rose-Marie (1935) oraz Afrykance (1937).